# Château de Frasne-le-Château
Le château de Frasne-le-Château est un château situé à Frasne-le-Château, en France.

## Description
Bâti à l'emplacement d'un château fort du XIe siècle entièrement détruit, le château est constitué d'un bâtiment en forme de U flanqué d'une tour ronde datée du XVe siècle à l'ouest et d'une tour carrée à l'est. La façade sur cour a été construite en 1570 pour Antoine d'Oiselay ; sa surélévation et les transformations intérieures datent de la 1ère moitié du XIXe siècle par Pierre Marnotte pour la famille de Magnoncourt.

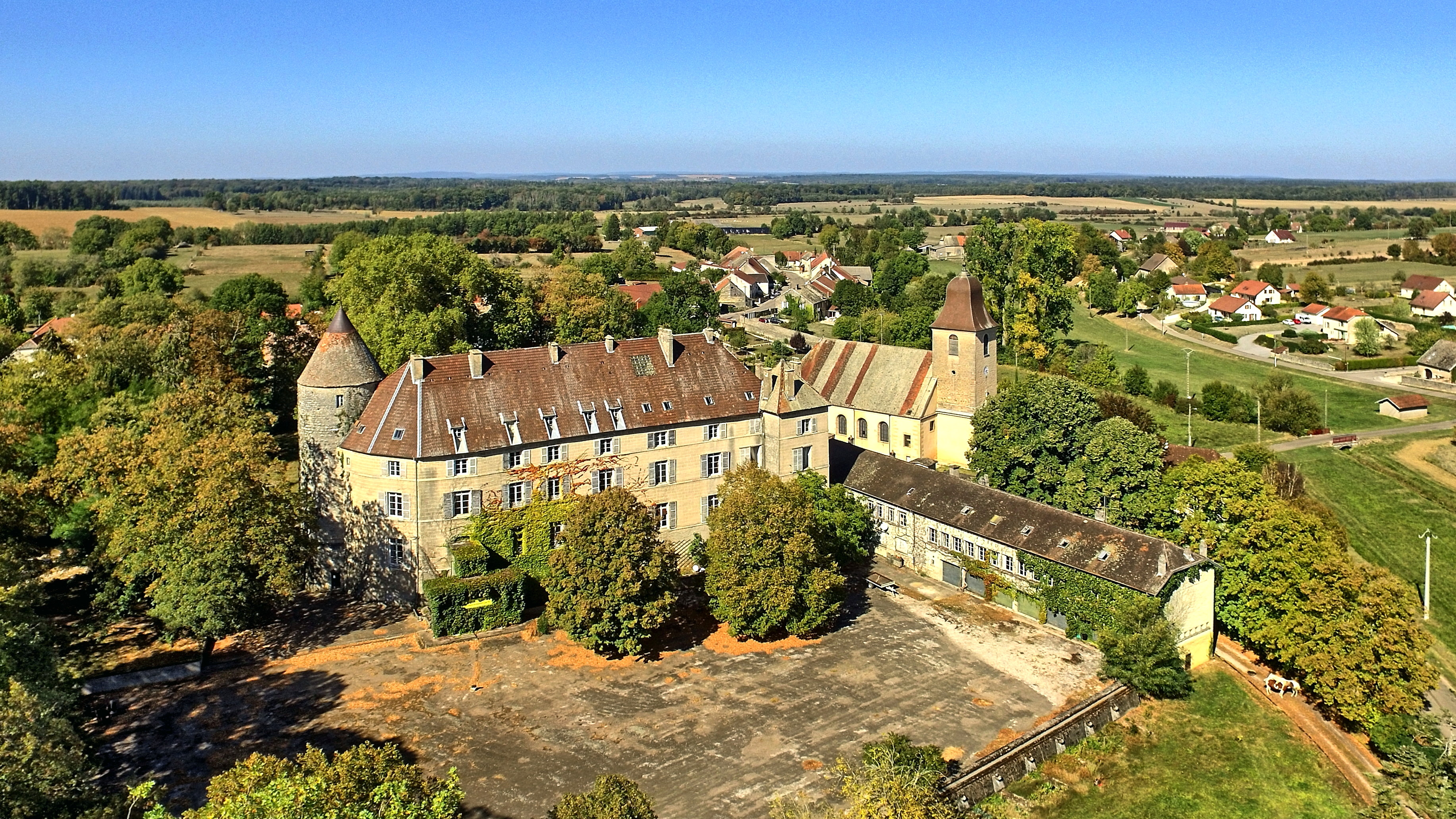
Le château et l'église.

## Localisation
Le château est situé sur la commune de Frasne-le-Château, dans le département français de la Haute-Saône.

## Historique
L'édifice est inscrit au titre des monuments historiques en 1946.